# Franz von Reber
Franz Xaver von Reber, född 10 november 1834 i Landkreis Cham, Oberpfalz, död 4 september 1919 i Pöcking, Landkreis Starnberg, var en tysk konsthistoriker. 
Efter att 1869 ha blivit professor i konsthistoria och estetik vid Polytechnikum i München blev von Reber 1875 föreståndare för stadens målningsgalleri. Han författade bland annat Die Ruinen Roms und der Campagna (1863; andra upplagan 1877–79), Kunstgeschichte des Alterthums (1871) och Kunstgeschichte des Mittelalters (1886). Han utgav från 1888 tillsammans med Adolf Bayersdorfer planschverket Klassischer Bilderschatz, vidare Geschichte der neueren deutschen Kunst (1874–76, ny upplaga 1884, typisk för tidens konservativa tyska ståndpunkt, där han försöker fastslå den tyska konstens överlägsenhet över den franska och visar sig blind för det mest betydande även i tyskt måleri) samt 1896–1900 Klassischer Sculpturenschatz. Han var riddare av Bayerska kronorden samt kommendör av Frans Josefsorden och av Albrekt Björnens husorden.